# Enfeh
Enfeh o Anfeh es un pueblo pesquero de la costa del norte de Líbano, pertenece al distrito de El Koura, se encuentra a 71 kilómetros de Beirut, capital del Líbano. Enfeh está construido en los alrededores de varias ciudades en ruinas, que se remontan al período  prefenicio.

## Características e historia

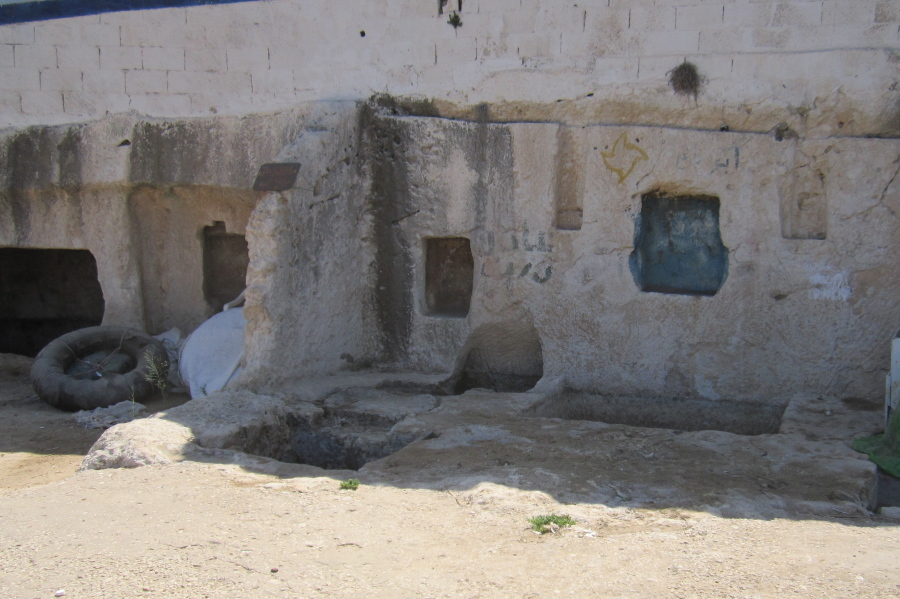
Ruinas

La característica sobresaliente de Enfeh es que es la única ciudad en toda la costa oriental del mar Mediterráneo que se edificó sobre su entorno rocoso. 
El nombre de Enfeh se remonta al antiguo Egipto. Los restos de los asentamientos históricos incluyen cuevas, vivienda, lugares de culto, cisternas, tanques de agua y prensas de vino, así como caminos hechos en la roca. Una antigua cantera, conocida como la Fosa Grande, fue utilizado por los fenicios como un dique seco, se cree que sirvió para defensa durante el periodo de las Cruzadas. 
Enfeh cuenta con varias iglesias de la antigüedad, la más antigua de ellas, contiene los restos de frescos bizantinos llamados “Saydet El Reeh″, o Nuestra Señora del Viento, otra de ellas fue construida por los cruzados. Se han hallado Gran número de prensas y vasijas de una amplia gama de estilos y orígenes realizadas en barro, se han descubierto tanto en tierra como bajo el agua y se siguen descubriendo en la actualidad, según los arqueólogos, son evidencias de que Enfeh fue una fábrica de esos productos para su comercialización. 
La producción de sal de mar es un elemento básico de la economía local, el oro blanco, como se le llama, establece un recurso natural inagotable que se puede extraer sin poner en peligro el medio ambiente. 
Este sitio arqueológico antiguo se puso en peligro por una propuesta de ampliación del puerto adyacente, poniendo en peligro su integridad histórica, después de que el proyecto fuera eliminado, las presiones del desarrollo de las comunidades cercanas continúan amenazando la conservación del sitio.